# Informação confidencial
Informação confidencial (por vezes também traduzido do inglês como “informação classificada”) é uma informação sigilosa a qual o acesso é restrito pela lei ou regulamentos a classes específicas de pessoas. Uma habilitação de segurança formal é exigida para manusear documentos confidenciais ou acessar dados confidenciais. O processo de habilitação exige uma investigação de antecedentes que satisfaça as exigências. Existem tipicamente vários níveis de confidencialidade, com diferentes exigências de habilitação. Essa espécie de sistema hierárquico de segredo é utilizado por virtualmente todos os governos nacionais. O ato de fixar o nível de confidencialidade ao dado é chamado de classificação do dado.
Algumas corporações e organizações não governamentais também fixam à informação confidencial múltiplos níveis de proteção, ou de um desejo de proteger segredos comerciais, ou devido a leis ou regulamentos regendo várias matérias, tais como a privacidade privada, procedimentos jurídicos secretos e o momento adequado para divulgar informações financeiras.

## Brasil
A Lei nº 12 527/2011 (Lei de Acesso à Informação - LAI) estabelece três níveis de classificação de sigilo: ultrassecreta (25 anos), secreta (15 anos) e reservada (5 anos).
Uma informação ultrassecreta pode ter seu prazo de sigilo prorrogado uma única vez, por mais 25 anos, mediante decisão fundamentada da autoridade competente e da Comissão Mista de Reavaliação de Informações. Desse modo, nenhuma informação governamental pode permanecer sigilosa por mais de 50 anos. Essa limitação foi introduzida pela LAI de 2011, substituindo a regra anterior, que permitia renovações sucessivas e, na prática, a perpetuação do sigilo. A lei determinou ainda que todos os documentos classificados antes de sua entrada em vigor fossem reavaliados em até dois anos; os que não passassem por revisão passaram automaticamente à condição de acesso público.